# Leonor de Almeida Portugal
Leonor de Almeida Portugal de Lorena e Lencastre, més coneguda com a Leonor de Almeida Portugal (Lisboa, 31 d'octubre de 1750—Benfica, 11 d'octubre de 1839) va ser 4a marquesa d'Alorna i 7a comtessa d'Assumar, comtessa d'Oeynhausen-Gravenburg i una cèlebre escriptora de cartes preromàntiques portuguesa. Alessandro Herculano la comparava amb Madame de Staël, amb la qual tenia molts punts en comú.
Ha deixat una obra poètica (Oferenda aos mortos) i epistolar considerable encara en gran part inèdita. Està previst que la seva correspondència sigui publicada, més concretament les seves cartes a la comtessa de Vimioso, Teresa de Mello Breyner sobrenomenada "Tirce", durant la seva reclusió en el convent de Sant Félix de Chelas, a Lisboa. Tenia 9 anys el 1759, quan es va produir l'extermini de la seva família materna, els Távora, a mans del marquès de Pombal, primer ministre de Josep I, en una sagnant revenja que va provocar una profunda impressió en tot Europa i va marcar durant dècades la memòria de la gent.
Enclaustrada al llarg de divuit anys, com sa mare i la seva germana Maria, futura comtessa de Ribeira Grande, i els propers de la casa de Távora, al convent dedicà el seu temps a llegir, escriure (és aquí on escriu les Poesies de Chelas) i a tenir el seu propi saló de poesia, cosa que conservarà una vegada recobrada la llibertat a la seva residència de Bemfica. Adquireix una cultura enciclopèdica i s'adhereix a les idees il·lustrades. Escriu amb el pseudònim arcadià d'"Alcipe" i adquireix renom al món de les lletres com Outeiros de Chelas.
Es va enamorar del comte Carlos Augusto de Oeynhausen, que havia anat a Portugal juntament amb el seu cosí per ordre del marquès de Pombal. Aquest va haver de renunciar al protestantisme i es va casar amb ella el 15 de febrer de 1779, en foren padrins el rei Pere III i la reina Maria I. El comte va ser nomenat cavaller de l'orde de Crist i, posteriorment, ambaixador plenipotenciari de la cort portuguesa a Viena. Una vegada allí va aconseguir gran estima de l'emperadriu Maria Teresa I i del seu successor José II.
Ella i el seu marit, després de la seva ambaixada a Viena, van tornar a Lisboa a la fi de la dècada de 1780 a causa dels seus problemes de salut derivats del clima. El 3 de març de 1793, el seu marit, que havia estat nomenat governador dels Algarves va morir amb només 54 anys. Molt apesarada, la vídua es va retirar amb els seus fills a les seves propietats d'Almeirim i d'Almada. Lliurada a l'educació de la seva prole, fou estimada pel poble gràcies a les seves obres benèfiques envers els pobres, i per finançar una petita escola perquè ensenyés a les nenes de famílies humils a cosir, llegir, escriure i a fer les tasques domèstiques.
Molt considerada i respectada per la família reial, no va trigar a ser nomenada dama d'honor de la princesa de Beira i de Brasil Carlota Joaquina de Borbó, esposa de l'hereu del tron; se li va encarregar llavors elaborar els dissenys per a la decoració interior del palau d'Ajuda, però mai va arribar a executar tal comesa.
Després de la mort del seu pare el 1802, va partir per a Madrid i d'allí a Londres, on es va demorar més del que tenia planejat per rebre notícies de la invasió francesa i de la marxa a l'exili brasiler de la família reial portuguesa. A la ciutat del Tàmesi, va freqüentar assíduament els salons aristocràtics i elegants de l'alta societat, com també la casa de l'ambaixador lusità Domingo de Sousa Couthino, comte de Funchal.